# Usenet

Usenet伺服器與客戶端的示意圖。服务器上的蓝色、绿色和红色点代表它们储存的新闻组。服务器之间的箭头表示新闻组之间互相交换信息。客户端和服务器之间的箭头表示用户订阅了某个组，并下载或提交文章。

Usenet（/ˈjuːznɛt/），USENET，是一种在计算机上可用的全球分布式讨论系统。它是从通用的Unix到Unix复制（UUCP） 拨号网络架构中发展出来的。杜克大學的研究生汤姆·特拉斯科特與吉姆·埃利斯在1979年設计了Usenet，并于1980年发布。用户阅读和发布消息到一个或多个主题类别，称为“新闻组”。Usenet在许多方面类似于公告板系统（BBS），并且是现在广泛使用的Internet论坛的前身。
BBS或Web论坛和Usenet之间的主要区别是没有中央服务器和专门的管理员或托管提供商。Usenet分布在一个大的，不断变化的新闻服务器集合中，这些服务器通过"news feeds"将消息存储和转发给彼此。
与BBS和消息板一样，单个新闻服务器或服务提供商没有义务携带任何特定内容，并且可能出于许多原因拒绝这样做。然而，与BBS和web论坛不同，Usenet的分散性通常允许对接收某些内容感兴趣的用户简单地通过选择连接到携带他们想要的feeds的新闻服务器来访问它。
Usenet在网络世界中具有文化和历史意义，引发或普及了许多广为人知的概念和术语，如“FAQ”、“flame (网络论战)”、“sockpuppet (马甲)”和"垃圾消息 (spam)"。在20世纪90年代初，即将接入Internet变得普遍可负担之前，Usenet通过Fidonet的拨号BBS网络使长途或全球讨论和其他通信变得普遍，不需要服务器，只需要（本地）电话服务。

## 簡介
Usenet于1979年提出，并于1980年在北卡罗来纳大学教堂山分校和杜克大学公开发布。它比万维网的诞生早了十年。 它被称为“穷人的阿帕网 ”，采用UUCP作为其传输协议，提供邮件和文件传输服务。之所以使用Usenet这个名称，其创建者是想希望USENIX组织在其运营中发挥积极作用。
当用户发布文章时，根據所分Usenet層級（新聞組）存儲在伺服器，它一开始仅在该用户使用的新闻服务器上可以浏览。 每个新闻服务器与其他服务器（“新闻源”）交换文章。通过这种方式，文章从一个服务器复制到另一个服务器 ，最终可以传达到网络中的每个服务器，新聞組消息得以被分佈式存儲於全球大量的計算機中。这与后来P2P网络的运行原理类似。Usenet是为网络速度慢或不稳定的条件而设计的。原始Usenet网络上的许多站点每天只能连接一次或两次以批量传输消息。 这很大程度上是因为普通老式电话服务网络通常用于传输语音信号，而且电话费用在夜间较低。
Usenet的最初構想是借助網絡進行技術信息交流，後來被廣泛推廣到大眾領域，如社會新聞、業餘愛好、個人興趣等主題。現在默認情況下，它使用NNTP協議。
在中國的常用Usenet服务器有：新帆新闻组、yaako、cn99和cnusenet。
在今天，Usenet在互联网论坛、博客、邮件列表和社交媒体方面的重要性已经下降。但Usenet在几个方面与这些媒体不同：Usenet不需要注册个人账号；信息不需要存储在远程服务器上；存档随时可用；并且阅读消息不需要使用邮件客户端或浏览器，而是使用新闻组客户端。现在可以使用普通的互联网浏览器阅读和参与Usenet新闻组，因为现在大多数新闻组都被镜像到许多万维网站点。 

## 使用Usenet
许多互联网服务提供商和许多其他互联网站点为其用户提供新闻服务器访问权限。在早期，服务器和新闻阅读器是在同一系统上运行的单个程序。今天，人们使用单独的新闻阅读器客户端软件，这个程序类似于电子邮件客户端，但它用于访问Usenet服务器。一些客户端也提供这种功能，如Mozilla Thunderbird和Outlook Express。
通过Usenet客户端可以访问新闻组。Usenet客户端可以阅读和回复新闻组中的帖子。通過Usenet客户端，用戶能夠選擇訂閱感興趣的新聞組、消息進行閱讀、索引、刪除過期消息等。邮件客户端通常也具有集成的新闻组阅读器。但是，与独立的新闻阅读器相比，这些集成客户端通常功能较少，并且违反了Usenet协议、标准和约定。许多使用这些集成客户端的用户，例如微软 Outlook Express中的用户，由于他们的不当行为而被正统主义者所厌恶。
随着万维网的兴起，网络前端网站变得越来越普遍。现在有许多网站提供基于万维网的Usenet新闻组，如 Google网上论坛 。一些浏览器可以通过 news: 协议链接直接访问Google网上论坛。 

## 分组
新聞組歸入層級的八大組：
- comp.*：關於計算機的相關話題。
- misc.*：其他無法歸入現有層級的討論。
- news.*：關於Usenet本身的討論。
- rec.*：關於娛樂活動的討論（遊戲、愛好等等）。
- sci.*：關於科學方面的討論。
- soc.*：關於社會話題、社會文化的討論。
- talk.*：關於社會及宗教熱點話題的討論。
- humanities.*：關於人文學科（文學、哲學等等）的討論。

以及：
- alt.*：無法歸於其他類別或不願歸入其他類別的話題。
- biz.*：商業話題

中文Usenet：
- cn.*：2001年由news.cn99.com發起成立了cn.*顶级組（The Top CN Hierachy）。[8]
- tw.*：1994年成立，目前大多數的文章由BBS產生，並集中於tw.bbs.*。[17]
- hk.*：二十世紀九十年代初成立，由香港中文大學資訊科技服務處架設。[18]

## 消亡
个人电脑杂志的萨沙·西根在2008年表示“Usenet已经奄奄一息了”。有些人指出1993年的永恒九月是Usenet衰落的开始。西根认为，当色情作者和软件破解者在20世纪90年代末期开始在Usenet上放置大型非文本文件时，Usenet磁盘空间和流量也相应增加。
作为回应， TechCrunch的约翰·比格斯认为：“只要有人认为命令行优于鼠标，原始的纯文本社交网络就会存在”。
美国在线于2005年停止使用Usenet。2010年5月，早在30多年前就开始使用Usenet的杜克大学关闭了它的Usenet服务器，其理由是使用率低且成本不断上升。

## 存档
Google网上论坛拥有可追溯至1981年5月的Usenet帖子存档。其中最早的帖子，是从1981年5月到1991年6月的帖子，最初由多伦多大学动物学系的亨利·斯賓塞存档。它们由戴维·怀斯曼等在西安大略大学捐赠给Google。从1991年底至1995年初的存档由NetNews CD系列的肯特·兰菲尔德（Kent Landfield）和夫琅和费协会的克里斯托弗尔（Jürgen Christoffel）提供。  从1995年3月，Deja News公司开始存档Usenet上的帖子，该公司于2001年2月被Google收购。从2000年8月的第二周开始，Google自己开始存档Usenet的帖子。

## 参閲
- 新闻组
- Google公司